# Стрела (ракета)
 Тази статия е за ракетата.  За проектила вижте стрела.  
Стрела (на руски: Стрела) е руска орбитална ракета носител, произлизаща от ракетата УР-100НУ. Първият полет на Стрела е извършен на 5 декември 2003 г.
Първоначално е планирано да бъде изстрелвана от космодрума Свободни, като тестовите полети са направени на Байконур от вече съществуващите силози на ракета УР-100. Свободни е затворен през 2007 г. без да бъдат извършени изстрелвания на ракета Стрела от него. Не се знае още дали ракетният комплекс Стрела ще бъде включен в строящия се Източен космодрум.
Стрела се различава от Рокот (също производна от УР-100) по това, че има по-малко модификации по конструкцията, като например липсата на допълнителна горна степен. Освен това Стрела се изстрелва от ракетни силози, докато Рокот от ракетни площадки.